# Templehouse and Cloonacleigha Loughs SAC
Templehouse and Cloonacleigha Loughs SAC este o arie protejată (arie specială de conservare — SAC, sit de importanță comunitară — SCI) din Irlanda întinsă pe o suprafață de 488,48 ha, integral pe uscat.

## Localizare
Centrul sitului Templehouse and Cloonacleigha Loughs SAC este situat la coordonatele 54°05′50″N 8°35′28″W / 54.097181°N 8.591053°V.

## Înființare
Situl Templehouse and Cloonacleigha Loughs SAC a fost declarat sit de importanță comunitară în mai 1998 pentru a proteja 6 specii de animale. Situl a fost protejat și ca arie specială de conservare în septembrie 2021.

## Biodiversitate
Situată în ecoregiunea atlantică, aria protejată conține 5 habitate naturale: Ape puternic oligomezotrofe cu vegetație bentonică cu Chara spp., Cursuri de apă de la nivel de câmpie la nivel montan, cu vegetație Ranunculion fluitantis și Callitricho-Batrachion, Pajiști cu Molinia pe soluri calcaroase, turboase sau argilos-nămoloase (Molinion caeruleae), Mlaștini oligotrofe degradate, capabile încă de regenerare naturală, Păduri aluvionare cu Alnus glutinosa și Fraxinus excelsior (Alno-Padion, Alnion incanae, Salicion albae).
La baza desemnării sitului se află mai multe specii protejate de  păsări (6): rață pitică (Anas crecca), rață fluierătoare (Anas penelope), rață mare (Anas platyrhynchos), rață-cu-cap-castaniu (Aythya ferina), rața moțată (Aythya fuligula), nagâț (Vanellus vanellus).
Pe lângă speciile protejate, pe teritoriul sitului au mai fost identificate 1 specie de plante, 3 specii de păsări.